# Heidelberginsel
Die Heidelberginsel ist eine Insel im Archipel der Südlichen Shetlandinseln. Von Westen nach Osten misst sie ungefähr 180 Meter, von Norden nach Süden 80 Meter. Sie liegt in der Fildes-Straße zwischen der Fildes-Halbinsel auf King George Island (120 Meter nördlich) und der Stansbury-Halbinsel auf Nelson Island (220 Meter südlich). Die Insel befindet sich damit im argentinischen, britischen und chilenischen Antarktisterritorium. Diese Gebietsansprüche ruhen jedoch seit Unterzeichnung des Antarktisvertrags 1961.
1984 wurde die Insel durch eine deutsche Expedition von Wissenschaftlern der Universitäten Heidelberg, Karlsruhe und Berlin kartiert und benannt.